# Yali (lud)
Yali lub Yaly – lud papuaski żyjący w indonezyjskiej prowincji Papua, w rejonie gór Jayawijaya. Yali zamieszkują trudno dostępne tereny przy skraju doliny Baliem.
Są karłowatym ludem negroidalnym, cechują się najniższym wzrostem wśród Papuasów. Przed nadejściem misjonarzy nie utrzymywali kontaktu ze światem zewnętrznym. Społeczność Yali została odkryta dopiero w 1976 r.
Są wyraźnie odrębni od ludu Dani, zarówno pod względem języka, jak i kultury. Posługują się językiem yali, który jest dość zróżnicowany dialektalnie (angguruk, ninia, pass valley) i bywa rozpatrywany jako grupa kilku języków.
Nazwa yali (jale, jali) pochodzi od wyrażenia jale-mo w mowie ludu Dani, które oznacza „tereny na wschód”. Ich rodzime terytorium określane jest mianem yalimo. Łącznie zamieszkuje je ok. 30 tys. osób.
Członkowie ludu mieszkają w tradycyjnych domkach honai, zbudowanych z drewna. Mężczyźni i kobiety żyją osobno. Kobiety zajmują się m.in. rolnictwem, zajęcia mężczyzn to natomiast łowiectwo i budownictwo. Istotną rolę odgrywa hodowla świń. Pożywienie głównie pochodzenia roślinnego (wilec ziemniaczany, pochrzyn, kolokazja jadalna).
Yali dawniej praktykowali kanibalizm. Działalność misjonarzy doprowadziła jednak do znacznej zmiany w ich stylu życia.